# Sekteriskt våld
Sekteriskt våld är ett slags våldsam konflikt mellan samhällsgrupper som hämtar näring från sekterianism, det vill säga mellan olika sekter som sammanbinds av gemensam ideologi eller trosuppfattning och vilka lever sida vid sida i samma samhälle. Religiös segregation spelar ofta en avgörande roll i sekteriskt våld.
Enligt Stockholm International Peace Research Institute (SIPRI) kännetecknas sekteriskt våld vanligen av en symmetrisk konfrontation mellan två eller fler icke-statliga aktörer vilka båda representerar olika samhällsgrupper.
Sekteriskt våld skiljer sig från folkuppror och rasuppror. Det kan däremot innefatta element av social polarisation och balkanisering. Några miljömässiga faktorer som kan leda till sekteriskt våld är maktkamp, det politiska klimatet, samhällsklimatet, det kulturella klimatet, och det ekonomiska landskapet.
- Ekonomiska konflikter, exempelvis mellan kapitalister och kollektivister.
- Politiska konflikter, såsom mellan kommunister och nationalister.
- Kristna konflikter, till exempel mellan katoliker och protestanter.
- Interreligiösa konfikter, såsom mellan muslimer och buddhister eller kristna.
- Islamiska konflikter, mellan shia och sunni.